# Mike Winter
Mike Winter (Austria, 2 settembre 1952) è un ex calciatore austriaco naturalizzato statunitense.

## Carriera

### Club
Nativo dell'Austria ma trasferitosi negli Stati Uniti d'America, Winter si formò calcisticamente nei Denver Pioneers, la rappresentativa dell'università di Denver.
Nella stagione 1972 viene ingaggiato dal St. Louis Stars, con cui raggiunse la finale, giocata da titolare della NASL persa contro il N.Y. Cosmos. Nonostante la sconfitta, Winter si aggiudica il titolo di miglior esordiente.
Nelle due stagioni successive, 1973 e 1974, Winter ottiene con il suo club due secondi posti, il primo nella Southern Division 1973 ed il secondo nella Central Division 1974.
Nel 1974 lascia gli Stars per giocare nei Ukrainian Lions che lascerà l'anno seguente per giocare con i Chicago Sting. Con gli Sting Winter otterrà il secondo posto della Central Division nella North American Soccer League 1975.

### Nazionale
Winter, presa la nazionalità statunitense, tra il 1972 ed il 1973 indossa la maglia degli USA in sei occasioni.

## Statistiche

### Cronologia presenze e reti in Nazionale
| Cronologia completa delle presenze e delle reti in nazionale ― Stati Uniti | Cronologia completa delle presenze e delle reti in nazionale ― Stati Uniti | Cronologia completa delle presenze e delle reti in nazionale ― Stati Uniti | Cronologia completa delle presenze e delle reti in nazionale ― Stati Uniti | Cronologia completa delle presenze e delle reti in nazionale ― Stati Uniti | Cronologia completa delle presenze e delle reti in nazionale ― Stati Uniti | Cronologia completa delle presenze e delle reti in nazionale ― Stati Uniti | Cronologia completa delle presenze e delle reti in nazionale ― Stati Uniti |
| Data                                                                       | Città                                                                      | In casa                                                                    | Risultato                                                                  | Ospiti                                                                     | Competizione                                                               | Reti                                                                       | Note                                                                       |
| -------------------------------------------------------------------------- | -------------------------------------------------------------------------- | -------------------------------------------------------------------------- | -------------------------------------------------------------------------- | -------------------------------------------------------------------------- | -------------------------------------------------------------------------- | -------------------------------------------------------------------------- | -------------------------------------------------------------------------- |
| 20-8-1972                                                                  | Saint John's                                                               | Canada                                                                     | 3 – 2                                                                      | Stati Uniti                                                                | Qual. Mondiali 1974                                                        | -1                                                                         | 46’                                                                        |
| 29-8-1972                                                                  | Baltimora                                                                  | Stati Uniti                                                                | 2 – 2                                                                      | Canada                                                                     | Qual. Mondiali 1974                                                        | -1                                                                         | 34’                                                                        |
| 3-9-1972                                                                   | Città del Messico                                                          | Messico                                                                    | 3 – 1                                                                      | Stati Uniti                                                                | Qual. Mondiali 1974                                                        | -3                                                                         |                                                                            |
| 10-9-1972                                                                  | Los Angeles                                                                | Stati Uniti                                                                | 1 – 2                                                                      | Messico                                                                    | Qual. Mondiali 1974                                                        | -2                                                                         |                                                                            |
| 17-3-1973                                                                  | Hamilton                                                                   | Bermuda                                                                    | 4 – 0                                                                      | Stati Uniti                                                                | Amichevole                                                                 | -?                                                                         | Uscita                                                                     |
| 5-11-1973                                                                  | Port-au-Prince                                                             | Haiti                                                                      | 1 – 0                                                                      | Stati Uniti                                                                | Amichevole                                                                 | -1                                                                         |                                                                            |
| Totale                                                                     |                                                                            | Presenze                                                                   | 6                                                                          |                                                                            | Reti                                                                       | -8                                                                         |                                                                            |

## Palmarès

### Individuale
- NASL Rookie of the Year: 1

1972